# Franz Haydinger

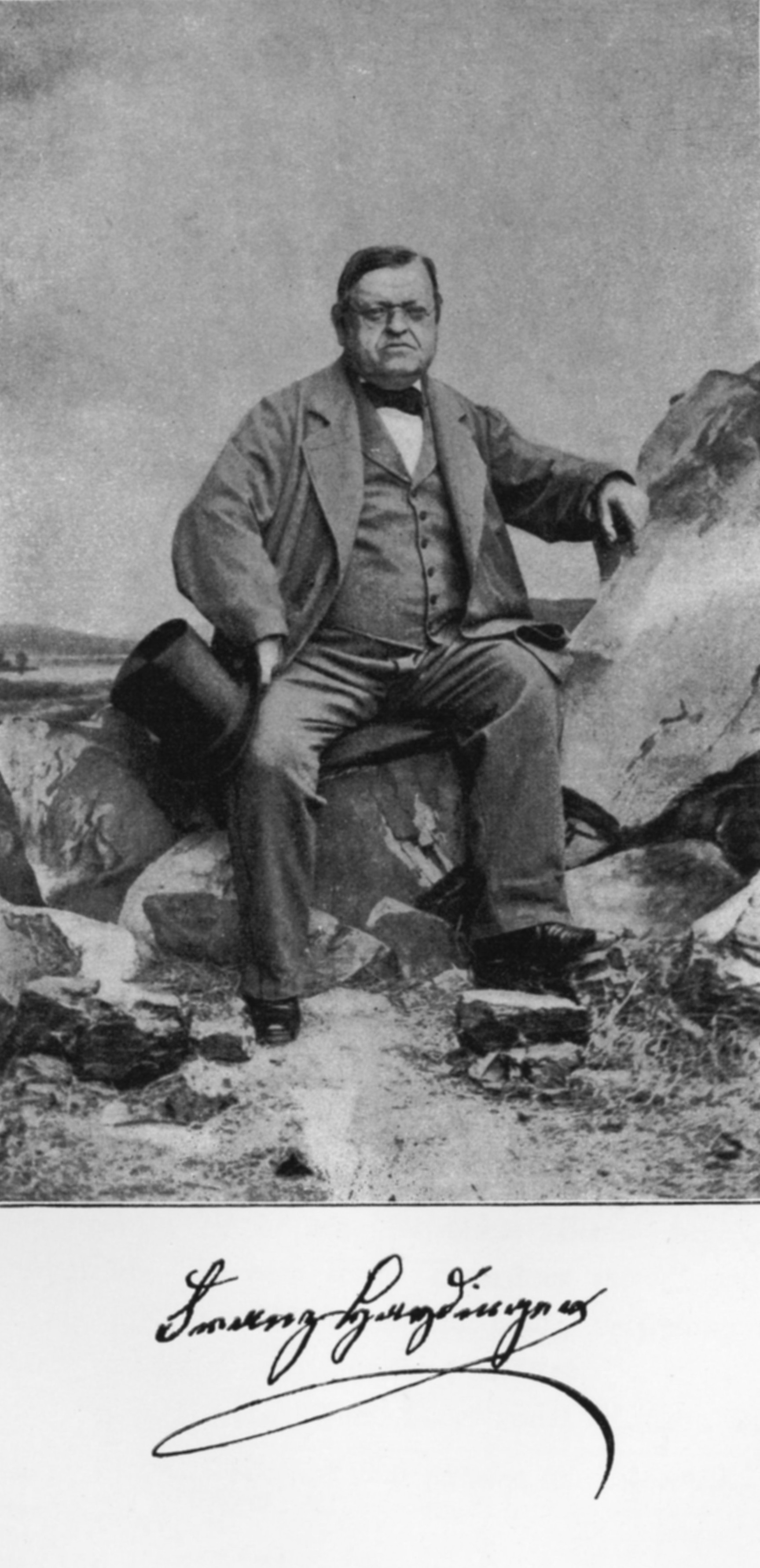
Franz Haydinger

Franz Haydinger (* 21. September 1797 in Wien; † 15. Jänner 1876 ebenda) war ein österreichischer Bibliophiler.

## Leben
Haydinger ging im Alter von zwölf Jahren von der Schule ab, um seinem Vater in dessen Gaststätte zu helfen. Ab 1822 machte er sich im Wiener Bezirk Margareten als Gastwirt der Gaststätte „Zu den zwei weißen Krügeln“ selbstständig. Angeregt durch eigene Lektüre von Werken zur Geschichte der Stadt Wien – insbesondere der Werke von Mathias Fuhrmann und Joseph von Hormayr – begann Haydinger, Bücher mit Bezug zur Stadt Wien zu sammeln. Später weitete er seine Sammlung auf Themen wie die Geschichte des deutschen Theaters, der Reformation, der Hexenprozesse u. a. aus. Haydinger war ein weltweit gefragter Experte für alte Bücher.

Franz Haydinger wurde auf dem Wiener Zentralfriedhof bestattet. Aus Haydingers Sammlung von ca. 12.000 Büchern erwarb die Stadtbibliothek Wien nach seinem Tod die Wien- sowie die Theatersammlung. Die übrigen Bücher wurden versteigert. An Haydingers Haus in der Gartengasse 18 wurde 1909 eine Gedenktafel enthüllt.

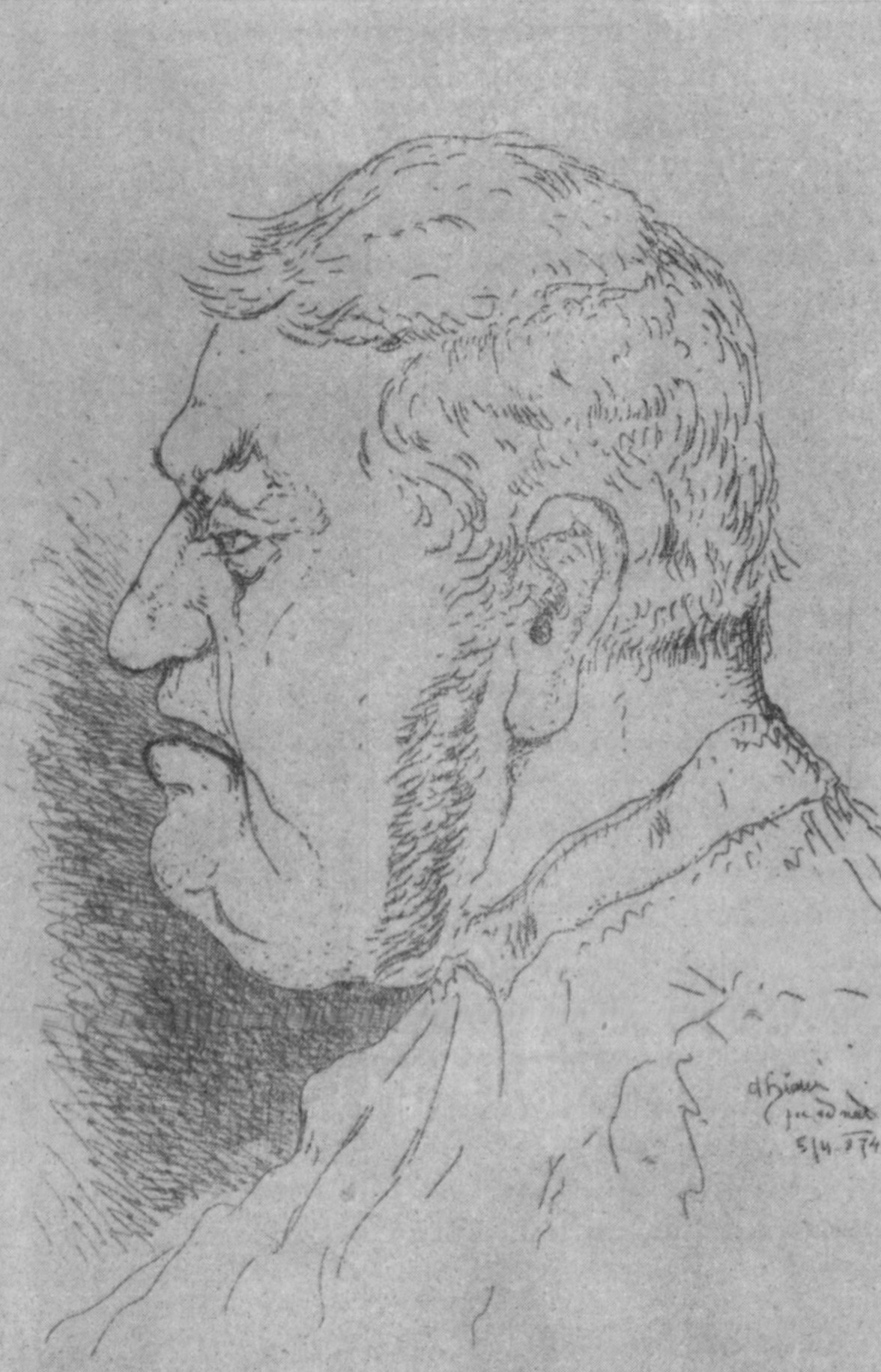
Porträt von Eduard Hütter (1874)
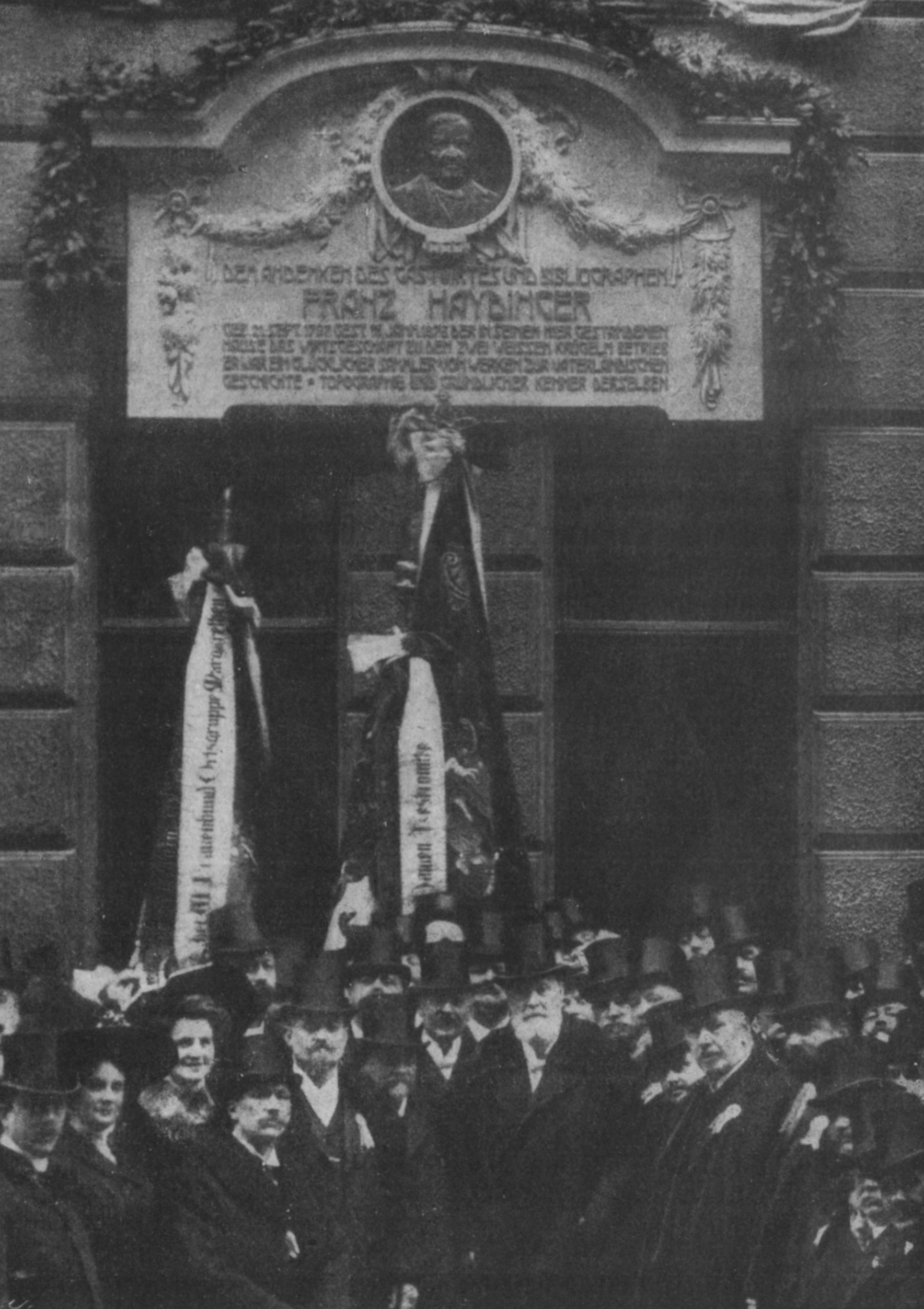
Enthüllung der Gedenktafel 1909
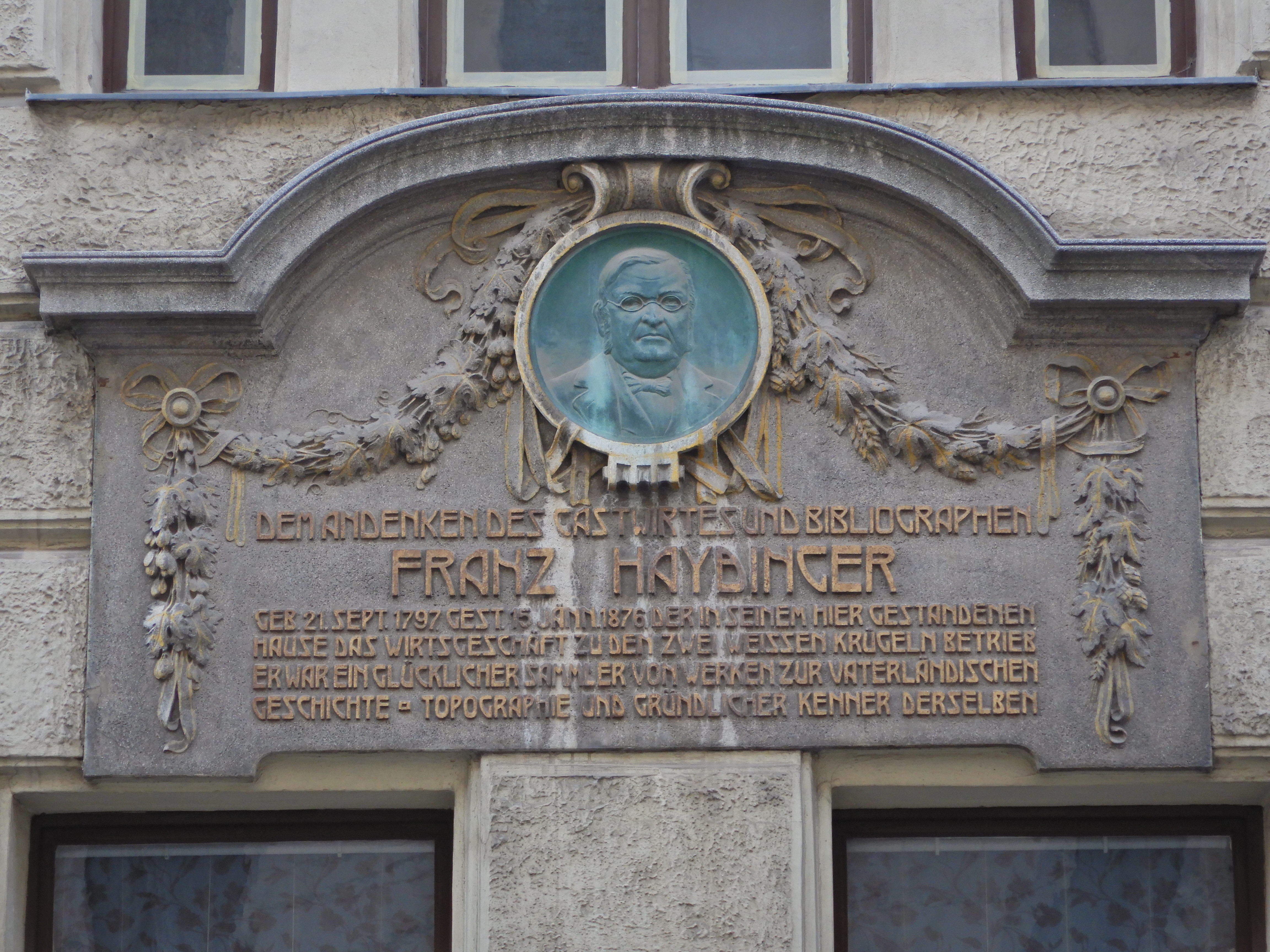
Gedenktafel am Haus Gartenstraße 18
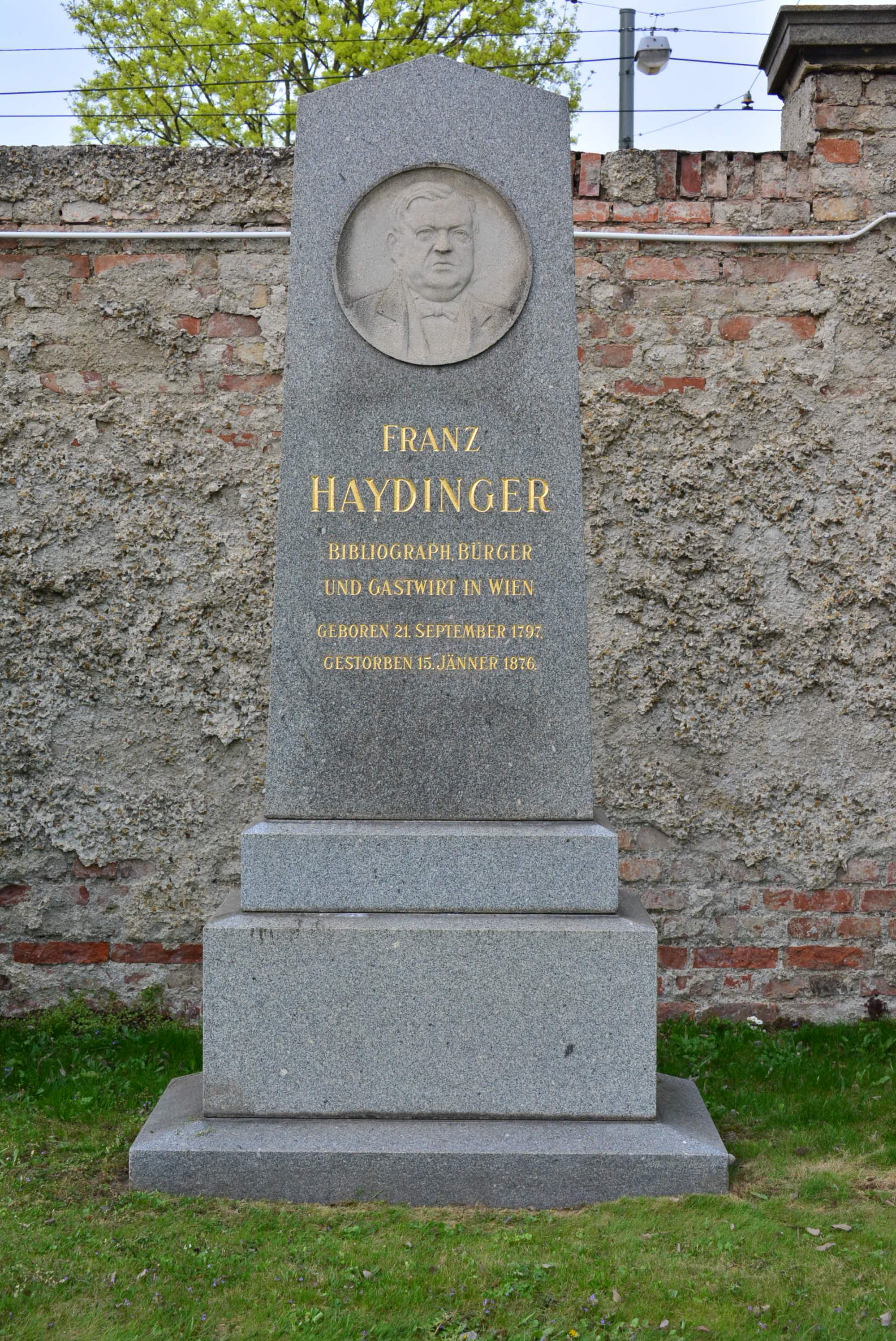
Grabstein Franz Haydinger

## Veröffentlichungen
- Hans Weitenfelders Lobspruch der Weiber und Heirats Abrede zu Wien. Jacob & Holzhausen, Wien 1861.
- Prinz Eugenius der edle Ritter in den Kriegs- und Siegesliedern seiner Zeit: eine Festgabe zur feierlichen Enthüllung des Prinz-Eugen-Monumentes. Wien 1865.